# Charles Williams (kompositör)
Charles Williams, ursprungligen Isaac Cozerbreit, född 8 maj 1893 i London, död 7 september 1978 i Findon Valley, Worthing, var en engelsk kompositör och orkesterledare.

## Filmmusik i urval
- 1929 - Blackmail
- 1938 – Citadellet
- 1954 - En natt på Glimmingehus
- 1956 – Åsa-Nisse flyger i luften
- 1959 - Mästarnas match (Ingo vs Floyd)